# Anomala tongyai
Anomala tongyai är en skalbaggsart som beskrevs av Ohaus 1938. Anomala tongyai ingår i släktet Anomala och familjen Rutelidae. Inga underarter finns listade i Catalogue of Life.